# Tardáguila (kommunhuvudort)
Tardáguila är en kommunhuvudort i Spanien. Den ligger i provinsen Provincia de Salamanca och regionen Kastilien och Leon, i den centrala delen av landet, 170 km väster om huvudstaden Madrid. Tardáguila ligger 833 meter över havet och antalet invånare är 230.
Terrängen runt Tardáguila är platt. Runt Tardáguila är det glesbefolkat, med 17 invånare per kvadratkilometer. Närmaste större samhälle är Salamanca, 17,9 km söder om Tardáguila. Trakten runt Tardáguila består till största delen av jordbruksmark.